# Oswalt Kolle: Dein Mann, das unbekannte Wesen
Oswalt Kolle: Dein Mann, das unbekannte Wesen ist ein deutscher Aufklärungsfilm von Werner M. Lenz aus dem Jahr 1970. Er basiert auf dem 1967 erschienenen gleichnamigen Buch von Oswalt Kolle.

## Handlung
Es werden in vier Episoden die Eheprobleme der darin vorgestellten Paare speziell im Hinblick auf die männliche Libido erörtert. Diese kann sich in Versagen wie auch in sexueller Abenteuerlust bemerkbar machen und die Ehe gefährden. Oswalt Kolle referiert deshalb ausführlich über die männlichen Geschlechtsteile.

## Produktionsnotizen
Die FSK beschäftigte sich mit der Frage, ob eine im Film dargestellte Erektion entfernt werden müsse. Dabei tritt, während Kolle die Funktionen des männlichen Körpers erklärt, ein Mann vor die Kamera, und in einer Abfolge von Film, Foto und Trick ist kurz ein erigierter Penis zu sehen. Die FSK entschied, die Szene nicht entfernen zu lassen. Die Uraufführung erfolgte am 12. März 1970 im Ufa-Palast Köln. Für das Fernsehen wurde 1992 eine 57-minütige Neufassung angefertigt.

## Auszeichnungen
- Goldene Leinwand

## Kritiken
Eine „staunende Filmbetrachterin“ wunderte sich im Evangelischen Film-Beobachter in der Ausgabe Nr. 12/70 über Kolles Ansicht, wonach ein Mann seine Frau auch bei schlechter Stimmung oder wenn er eifersüchtig sei, trotzdem weiterhin liebe: „Kolle mag sich ehrlich überzeugt für einen Volksaufklärer halten. Sein Werk ist jedoch allenfalls etwas für Voyeure, die sich mit kühl gefilmter Liebesakrobatik in Luxusschlafzimmern zufriedengeben.“
Das Lexikon des Internationalen Films befand, dass der Film, der „typische Verhaltensweisen des Mannes von heute“ zeigen wolle, in keiner Weise informiere: „Drehbuch und Darstellung sind noch oberflächlicher als frühere Folgen.“